# Sologne olympique Romorantin
Pour les articles homonymes, voir SOR.
Maillots
Actualités
Le Sologne Olympique Romorantin, nommé Stade olympique romorantinais jusqu'en 2015, est un club de football français fondé en 1930 et basé à Romorantin-Lanthenay dans le Loir-et-Cher.
Issu d'une fusion, le SO Romorantin ne s’extrait des divisions régionales qu’au début des années 1990. Après être monté au premier échelon national puis au second de manière durable à partir de 1997, il atteint le championnat de National (D3) en 2002. Le SOR évolue six saisons dans l'anti-chambre du professionnalisme, manquant de trois points la montée en Ligue 2 la deuxième année. En 2008, le SOR redescend en quatrième division, niveau auquel il évolue depuis.
Le SOR dispute ses matchs à domicile au stade Jules-Ladoumègue, et y évolue en vert et blanc. Le SO Romorantin est pensionnaire de National 2 (ex-CFA, 4e division) de 2008 à 2024, avant d'être relégué en N3. 

## Histoire
| \| Romorantin-Lanthenay \| Le club est basé à Romorantin-Lanthenay. |
| Romorantin-Lanthenay                                                |

### Premiers pas régionaux (1930-1990)
Début avril 1930, à l'initiative de la mairie de Romorantin, la fusion entre l’Athlétique Club et le centre d’instruction d’entraînement physique est officiellement homologuée. Le Stade olympique romorantinais est né.
À la suite de la Seconde Guerre mondiale, le SO Romorantin est placé dans la poule A de Promotion d’Honneur 1945-1946 de la Ligue du Centre. Terminer premier ne suffit pas pour monter en Division d'Honneur, une poule finale regroupant les deux premiers de chaque poule est disputée, et seuls les deux premiers de cette compétition montent en DH. En poule finale, le SOR termine dernier derrière l’OC Châteaudun (11pts), l'US Château-Renault (7 pts) et le VS Chartres (4pts).

### Alternance quatrième et cinquième division (1990-2002)

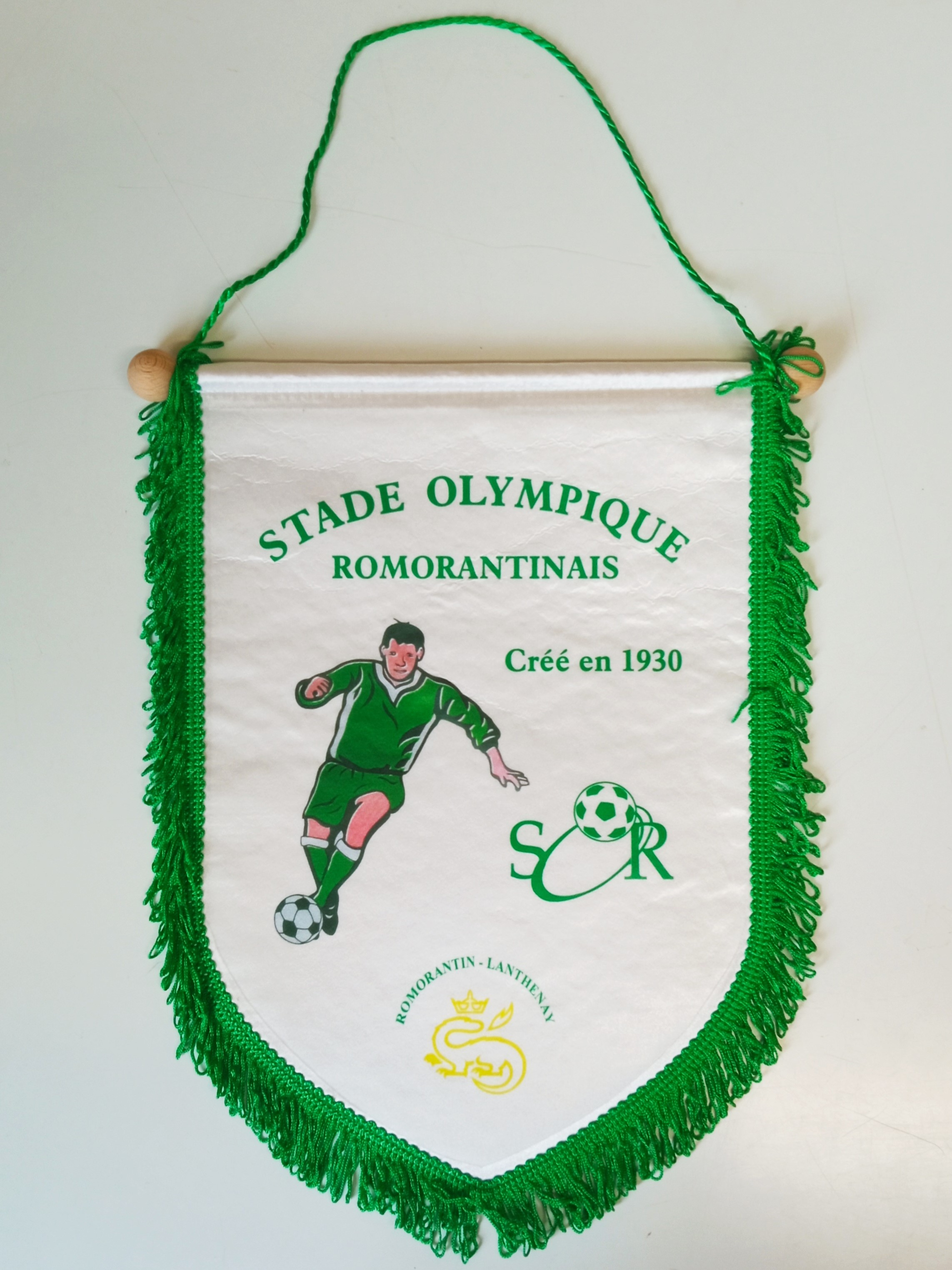
Fanion du SO Romorantin.

Le SOR s'extrait des championnats régionaux en 1991 en remportant le titre de champion de Division d'Honneur de la Ligue du Centre sous la gestion de Pascal Lafleuriel. L'équipe obtient une bonne quatrième place à trois points de la montée en 1991-1992. La saison suivante, le club est relégué malgré sa sixième place sur quatorze.
Descendu dans le nouveau National 3 (D5), Christian Felci arrive et mène l'équipe à la septième place en 1993-1994. À l'été 1994, celui qui deviendra le joueur le plus capé du SOR, en:Romuald Ardeois, arrive et l'équipe est promue en remportant sa poule 1994-1995 avec seulement deux défaites. Monté en N2, le club redescend aussitôt avec une avant-dernière place, à quatre points du maintien. Felci et ses joueurs sont à nouveau promus en 1997, malgré leur troisième place. En effet, le SOR accède au nouveau CFA (D4) à la place des deux équipes réserves des clubs professionnels du FC Gueugnon et de l'AJ Auxerre, non autorisées à monter.
Felci maintient à deux reprises le club avec une cinquième puis une huitième place, avant de partir. En 1998, Vincent Dufour arrive en tant qu'entraîneur adjoint de Felci. Il passe entraîneur en chef durant l'été suivant. En 1999-2000, le SOR arrive au pied du podium mais seul le premier est promu. Lors de la saison 2000-2001, le SO Romorantin contient un mélange d'anciens et de jeunes joueurs en manque de temps de jeu. Le club vise alors la montée en National mais échoue à la dixième place. Après trois saisons, Dufour fait monter le club en troisième division pour la première fois de l'histoire du club. Le SOR termine premier du groupe C avec un seul point d'avance sur le Trélissac FC

### Percée en National (2002-2008)
En 2002, le Stade olympique romorantinais (SOR) accède donc au National et rentre dans les 60 meilleures équipes françaises. L'équipe connaît des débuts difficiles, comptant jusqu'à huit points de retard sur le premier non-relégable. Le groupe réalise une fin d'exercice presque parfaite avec huit victoires, sept nuls pour une seule défaite lors des seize dernières journées. Vincent Dufour met en place une formation jouant bien au ballon qui finit à la onzième place alors que les trois autres promus de début de saison sont relégués.
Au terme de la saison 2003-2004, les Verts terminent 4e à 3 points de la montée en Ligue 2 et avec la seconde meilleure attaque emmenée par Alexandre Baylet et ses 12 buts. Il finit 5e meilleur buteur à égalité avec un certain Steve Savidan.
L'année suivante, l'entraîneur Dufour est sollicité comme plusieurs des joueurs (neuf départs). Joël Beaujouan est recruté pour trois ans et continuer le bon travail de son prédécesseur, mais ne reste pas toute la saison en raison des mauvais résultats en championnat et malgré ceux en Coupe de France. Au cours de cette saison, le SOR atteint pour la première fois de son histoire les 16e de finale, éliminé par Quevilly (CFA, 1-0). En décembre, Beaujouan est remplacé par en:Ludovic Lidon qui mène l'équipe à la quinzième place, à deux points du premier relégable. L'exercice 2005-2006 se termine à une nouvelle dixième place, à l'abri de la relégation mais loin de la promotion.
En 2006-2007, le club atteint les 16e de finale de la Coupe de France, qui révèle un groupe soudé autour des cadres de l’équipe. Avant le match début janvier, les joueurs de Lidon sont invaincus depuis début octobre (dix victoires, un nul). Bien que battu (1-2) face au Valenciennes FC au stade Gaston-Petit de Châteauroux devant plus de 7 000 spectateurs, l’équipe prouve sa valeur et ne doit son élimination qu'à un but contre son camp (2-1). Au tour précédent, le SOR effectue un premier exploit en battant le Stade rennais à l'extérieur (1-3 ap). En championnat, 11e en mars, le SOR termine à nouveau dixième malgré son objectif d’évoluer en Ligue 2 : « Nous avons failli monter en 2003-2004. Rien n’est impossible, il nous faudrait pour cela disposer d’un budget un peu plus conséquent », détaille alors le président Jean-Claude Guémon, en mars 2007.
Lors de la saison 2007-2008, Romorantin se voit relégué en Championnat de France amateur. Lidon écarté en décembre, Jean-Marc Pilorget ne peut éviter la descente. Romorantin occupe la dernière place avec le pire bilan à domicile du championnat et l'avant-dernière attaque (31 buts).

### Maintien en CFA (depuis 2008)
Le 12 décembre 2008, Romorantin réussit un nouvel exploit en Coupe de France en battant Angers (Ligue 2) aux tirs au but. Au tour suivant, le SOR élimine de la même manière l'AS Nancy-Lorraine pensionnaire de Ligue 1. En 16e de finale, Romorantin s'incline contre Sedan (Ligue 2) encore aux tirs au but. Pour leur retour en quatrième division, les Solognots terminent à la septième place.
En 2009-2010, l'équipe emmenée par Jean Acédo vise la 2e place derrière l'US Orléans. La saison 2009-2010 se finit à la 8e place, loin de la seconde marche visée. Acédo non-reconduit, Xavier Dudoit est nommé pour reprendre l'équipe la saison suivante. À 35 ans, il met un terme à sa carrière de joueur au SOR pour commencer celle d'entraîneur.
Considérant la proximité entre Tours et Romorantin, les dirigeants des deux clubs s'entendent sur leurs intérêts communs de conclure un partenariat entre le Tours FC et le SO Romorantin. Celui-ci s'oriente en plusieurs axes : orientation des jeunes romorantinais prometteurs vers le TFC, celui-ci gardant un œil attentif et bienveillant sur ces joueurs et pouvant les faire venir à Tours régulièrement dans la saison au gré des besoins du club, ainsi qu'une collaboration technique, logistique et médicale. C'est dans le cadre de ce partenariat qu'Audrick Linord est prêté par le TFC pour la saison saison 2010-2011. Pour sa première saison sur le banc, Dudoit mène l'équipe à une mitigée onzième place.
Les deux saisons suivantes sont meilleures avec deux cinquièmes places. Pour l'exercice 2012-2013, l'adjoint Pascal Louis déclare en fin de saison : « Le début a été difficile, mais l'équipe avait été renouvelée à 80 %. On a longtemps été relégables. À un moment, avec Xavier [Duboit], on ne savait plus quoi faire. Et puis, on s'est renfermé dans le bureau et on a repensé complètement l'équipe. On a déplacé les joueurs sur le terrain. Et l'équipe est repartie ».
Lors de la Coupe de France 2013-2014, après avoir éliminé Dunkerque (National), ils rencontrent en 32e de finale le Toulouse FC (Ligue 1) au stade Jules-Ladoumègue. Ils sont éliminés par Toulouse sur le score de 2-1, à cause d'un but de Martin Braithwaite à la 93e minute, après que le SOR ait égalisé à la 86e minute. Le SOR a moins de réussite en championnat avec une piètre douzième place finale sur seize, à six points du premier relégable.
Le club termine la saison 2014-2015 à la huitième place mais avec seulement trois points d'avance sur l'équipe réserve du LOSC Lille, premier relégué. À la fin de la saison, le « Stade Olympique romorantinais » est renommé « Sologne Olympique Romorantin ». La troisième place est atteinte lors de la saison 2015-2016. Le SOR est à deux points de la première place, possède la seconde meilleure attaque mais la troisième pire défense. Pour 2016-2017, la septième place est acquise.

## Résultats sportifs

### Titres et trophées
| Compétitions nationales                                                              | Compétitions locales |
| ------------------------------------------------------------------------------------ | --- |
| - CFA (D4) - Champion de groupe : 2002 - National 3 (D5) - Champion de groupe : 1995 | - DH Centre (1) - Champion : 1991 - Coupe du Centre (3) - Vainqueur : 1991, 1996, 1997 - Finaliste : 2001 - 1re division du Loir-et-Cher - Champion : 1992 rés. - Coupe du Loir-et-Cher (3) - Vainqueur : 1989, 1990 et 1993 |

### Bilan sportif

#### Championnats
Le SO Romorantin dispute l'essentiel de ses saisons au niveau national en quatrième division.
| Championnat              | Saisons | Titres | J   | V   | N   | D   | Bp  | Bc  | Diff |
| ------------------------ | ------- | ------ | --- | --- | --- | --- | --- | --- | ---- |
| Championnat de France    | -       | -      | -   | -   | -   | -   | -   | -   | -    |
| Championnat de France D2 | -       | -      | -   | -   | -   | -   | -   | -   | -    |
| Championnat de France D3 | 6       | -      | 228 | 72  | 76  | 80  | 250 | 274 | -24  |
| Championnat de France D4 | 17      | 1      | 544 | 208 | 157 | 179 | 783 | 691 | +92  |
| National 2 (depuis 2017) | -       | -      | -   | -   | -   | -   | -   | -   | -    |
| CFA (1998-2017)          | 14      | 1      | 458 | 181 | 129 | 148 | 667 | 585 | +82  |
| National 2 (1993-1998)   | 1       | -      | 34  | 7   | 11  | 16  | 34  | 44  | -10  |
| Division 4 (1978-1993)   | 2       | -      | 52  | 20  | 17  | 15  | 82  | 62  | +20  |
| Championnat de France D5 | 3       | 1      | 78  | 37  | 26  | 15  | 108 | 65  | +42  |
| Total                    | 59      | 3      | -   | -   | -   | -   | -   | -   | -    |

#### Coupe de France
Le SO Romorantin participe à la Coupe de France, créée en 1917 et organisée par la Fédération française de football. Ses meilleures performances sont les seizièmes de finale atteint à trois reprises en éliminant des clubs professionnels à plusieurs occasions.
Lors de l'édition 2004-2005, le SOR élimine un club de DH en 32e avant de tomber face à Quevilly (0-1). En 2006-2007, les Verts se déplacent chez le Stade rennais (Ligue 1) en 32e de finale et s'imposent après prolongation (1-3 ap). Au tour suivant, les Solognots s'inclinent au stade Gaston-Petit de Châteauroux devant plus de 7 000 spectateurs, contre Valenciennes FC (L1, 1-2) sur un but contre son camp.
La saison suivante, après s'être défait de Châtellerault (CFA, 3-2) au 7e tour, le SOR élimine Libourne-Saint-Seurin (L2, 1-0) au huitième avant d'être éliminé par l'US Boulogne (L2, 1-2) en 32e de finale. Durant cette édition, Romorantin reçoit à chaque match.
En 2008-2009, Romorantin réussit un nouvel parcours remarqué en battant Angers au 8e tour aux tirs au but (L2, 1-1 tab 9-8). En 32e de finale, le SOR élimine de la même manière l'AS Nancy-Lorraine (L1, 0-0 tab 4-2). En 16e de finale, Romorantin s'incline contre Sedan encore aux tirs au but (L2, 0-0 tab 5-6).
Lors de la Coupe de France 2013-2014, après avoir éliminé Dunkerque (National, 0-1) à l'extérieur pour le 8e tour, les Solognots rencontrent le Toulouse FC (L1) au stade Jules-Ladoumègue en 32e de finale. Ils sont éliminés par le TFC (1-2), sur un but de Martin Braithwaite à la 93e minute après que le SOR ait égalisé à la 86e minute.
| Coupe           | V | F | 1/2 | 1/4 | 1/8 | 1/16 | 1/32 |
| --------------- | - | - | --- | --- | --- | ---- | ---- |
| Coupe de France | - | - | -   | -   | -   | 3    | 2    |

### Saison après saison
| Bilan saison après saison depuis 1990 du SO Romorantin | Bilan saison après saison depuis 1990 du SO Romorantin | Bilan saison après saison depuis 1990 du SO Romorantin | Bilan saison après saison depuis 1990 du SO Romorantin | Bilan saison après saison depuis 1990 du SO Romorantin | Bilan saison après saison depuis 1990 du SO Romorantin | Bilan saison après saison depuis 1990 du SO Romorantin | Bilan saison après saison depuis 1990 du SO Romorantin | Bilan saison après saison depuis 1990 du SO Romorantin | Bilan saison après saison depuis 1990 du SO Romorantin | Bilan saison après saison depuis 1990 du SO Romorantin | Bilan saison après saison depuis 1990 du SO Romorantin | Bilan saison après saison depuis 1990 du SO Romorantin | Bilan saison après saison depuis 1990 du SO Romorantin |
| Saison                                                 | Division                                               | #                                                      | Championnat                                            | Championnat                                            | Championnat                                            | Championnat                                            | Championnat                                            | Championnat                                            | Championnat                                            | Championnat                                            | Championnat                                            | Coupe de France                                        | Entraineurs                                            |
| Saison                                                 | Division                                               | #                                                      | Class.                                                 | Pts                                                    | J                                                      | V                                                      | N                                                      | D                                                      | Bp                                                     | Bc                                                     | Diff                                                   | Coupe de France                                        | Entraineurs                                            |
| ------------------------------------------------------ | ------------------------------------------------------ | ------------------------------------------------------ | ------------------------------------------------------ | ------------------------------------------------------ | ------------------------------------------------------ | ------------------------------------------------------ | ------------------------------------------------------ | ------------------------------------------------------ | ------------------------------------------------------ | ------------------------------------------------------ | ------------------------------------------------------ | ------------------------------------------------------ | ------------------------------------------------------ |
| 1990-1991                                              | DH Centre                                              | D5                                                     | 1er                                                    | 58                                                     | 22                                                     | 17                                                     | 2                                                      | 3                                                      | 48                                                     | 12                                                     | +36                                                    | n.c.                                                   | Pascal Lafleuriel (depuis 1987)                        |
| 1991-1992                                              | Division 4 - Gr. F                                     | D4                                                     | 4e/14                                                  | 31                                                     | 26                                                     | 12                                                     | 7                                                      | 7                                                      | 44                                                     | 31                                                     | +13                                                    | n.c.                                                   | Pascal Lafleuriel (depuis 1987)                        |
| 1992-1993                                              | Division 4 - Gr. E                                     | D4                                                     | 6e/14                                                  | 26                                                     | 26                                                     | 8                                                      | 10                                                     | 8                                                      | 38                                                     | 31                                                     | +7                                                     | n.c.                                                   | Pascal Lafleuriel (depuis 1987)                        |
| 1993-1994                                              | National 3 - Gr. E                                     | D5                                                     | 7e/14                                                  | 28                                                     | 26                                                     | 11                                                     | 6                                                      | 9                                                      | 40                                                     | 33                                                     | +7                                                     | n.c.                                                   | Christian Felci                                        |
| 1994-1995                                              | National 3 - Gr. ?                                     | D5                                                     | 1er/14                                                 | 38                                                     | 26                                                     | 14                                                     | 10                                                     | 2                                                      | 33                                                     | 12                                                     | +21                                                    | n.c.                                                   | Christian Felci                                        |
| 1995-1996                                              | National 2 - Gr. D                                     | D4                                                     | 17e/18                                                 | 32                                                     | 34                                                     | 7                                                      | 11                                                     | 16                                                     | 34                                                     | 44                                                     | -10                                                    | n.c.                                                   | Christian Felci                                        |
| 1996-1997                                              | National 3 - Gr. F                                     | D5                                                     | 3e/14                                                  | 46                                                     | 26                                                     | 12                                                     | 10                                                     | 4                                                      | 34                                                     | 20                                                     | +14                                                    | n.c.                                                   | Christian Felci                                        |
| 1997-1998                                              | CFA - Gr. C                                            | D4                                                     | 5e/18                                                  | 51                                                     | 34                                                     | 13                                                     | 12                                                     | 9                                                      | 52                                                     | 46                                                     | +6                                                     | n.c.                                                   | Christian Felci                                        |
| 1998-1999                                              | CFA - Gr. C                                            | D4                                                     | 8e/18                                                  | 80                                                     | 34                                                     | 13                                                     | 7                                                      | 14                                                     | 51                                                     | 49                                                     | +2                                                     | n.c.                                                   | Christian Felci                                        |
| 1999-2000                                              | CFA - Gr. C                                            | D4                                                     | 3e/18                                                  | 87                                                     | 34                                                     | 14                                                     | 11                                                     | 9                                                      | 57                                                     | 42                                                     | +15                                                    | n.c.                                                   | Vincent Dufour                                         |
| 2000-2001                                              | CFA - Gr. C                                            | D4                                                     | 10e/18                                                 | 79                                                     | 34                                                     | 11                                                     | 13                                                     | 10                                                     | 55                                                     | 57                                                     | -2                                                     | n.c.                                                   | Vincent Dufour                                         |
| 2001-2002                                              | CFA - Gr. C                                            | D4                                                     | 1er/18                                                 | 96                                                     | 34                                                     | 18                                                     | 8                                                      | 8                                                      | 53                                                     | 31                                                     | +22                                                    | n.c.                                                   | Vincent Dufour                                         |
| 2002-2003                                              | National                                               | D3                                                     | 11e/20                                                 | 50                                                     | 38                                                     | 12                                                     | 14                                                     | 12                                                     | 39                                                     | 40                                                     | -1                                                     | n.c.                                                   | Vincent Dufour                                         |
| 2003-2004                                              | National                                               | D3                                                     | 4e/20                                                  | 61                                                     | 38                                                     | 16                                                     | 13                                                     | 9                                                      | 51                                                     | 39                                                     | 12                                                     | n.c.                                                   | Vincent Dufour                                         |
| 2004-2005                                              | National                                               | D3                                                     | 15e/20                                                 | 46                                                     | 38                                                     | 11                                                     | 13                                                     | 14                                                     | 42                                                     | 42                                                     | 0                                                      | 16e de finale                                          | Joël Beaujouan                                         |
| 2005-2006                                              | National                                               | D3                                                     | 10e/20                                                 | 50                                                     | 38                                                     | 13                                                     | 11                                                     | 14                                                     | 39                                                     | 46                                                     | -7                                                     | n.c.                                                   | en:Ludovic Lidon                                       |
| 2006-2007                                              | National                                               | D3                                                     | 10e/20                                                 | 48                                                     | 38                                                     | 12                                                     | 12                                                     | 14                                                     | 48                                                     | 60                                                     | -12                                                    | 16e de finale                                          | en:Ludovic Lidon                                       |
| 2007-2008                                              | National                                               | D3                                                     | 20e/20                                                 | 37                                                     | 38                                                     | 8                                                      | 13                                                     | 17                                                     | 31                                                     | 47                                                     | -16                                                    | 32e de finale                                          | L. Lidon puis J-M Pilorget                             |
| 2008-2009                                              | CFA - Gr. C                                            | D4                                                     | 7e/18                                                  | 82                                                     | 34                                                     | 13                                                     | 10                                                     | 11                                                     | 49                                                     | 49                                                     | 0                                                      | 16e de finale                                          | Jean Acédo                                             |
| 2009-2010                                              | CFA - Gr. D                                            | D4                                                     | 8e/18                                                  | 81                                                     | 34                                                     | 12                                                     | 11                                                     | 11                                                     | 59                                                     | 57                                                     | +2                                                     | 8e tour                                                | Jean Acédo                                             |
| 2010-2011                                              | CFA - Gr. D                                            | D4                                                     | 11e/17                                                 | 73                                                     | 32                                                     | 11                                                     | 8                                                      | 13                                                     | 43                                                     | 44                                                     | -1                                                     | 7e tour                                                | Xavier Dudoit                                          |
| 2011-2012                                              | CFA - Gr. D                                            | D4                                                     | 5e/18                                                  | 89                                                     | 34                                                     | 16                                                     | 7                                                      | 11                                                     | 58                                                     | 33                                                     | +25                                                    | 7e tour                                                | Xavier Dudoit                                          |
| 2012-2013                                              | CFA - Gr. D                                            | D4                                                     | 5e/18                                                  | 86                                                     | 34                                                     | 14                                                     | 10                                                     | 10                                                     | 39                                                     | 31                                                     | +8                                                     | 7e tour                                                | Xavier Dudoit                                          |
| 2013-2014                                              | CFA - Gr. D                                            | D4                                                     | 12e/16                                                 | 64                                                     | 30                                                     | 8                                                      | 10                                                     | 12                                                     | 33                                                     | 36                                                     | -3                                                     | 32e de finale                                          | Xavier Dudoit                                          |
| 2014-2015                                              | CFA - Gr. A                                            | D4                                                     | 8e/16                                                  | 68                                                     | 30                                                     | 10                                                     | 8                                                      | 12                                                     | 29                                                     | 35                                                     | -6                                                     | 4e tour                                                | Xavier Dudoit                                          |
| 2015-2016                                              | CFA - Gr. D                                            | D4                                                     | 3e/16                                                  | 84                                                     | 30                                                     | 16                                                     | 6                                                      | 8                                                      | 54                                                     | 44                                                     | +10                                                    | 6e tour                                                | Xavier Dudoit                                          |
| 2016-2017                                              | CFA - Gr. A                                            | D4                                                     | 7e/16                                                  | 44                                                     | 30                                                     | 12                                                     | 8                                                      | 10                                                     | 35                                                     | 31                                                     | +4                                                     | 7e tour                                                | Xavier Dudoit                                          |
| 2017-2018                                              | National 2 - Gr. D                                     | D4                                                     | 5e/16                                                  | 41                                                     | 30                                                     | 10                                                     | 11                                                     | 9                                                      | 45                                                     | 40                                                     | +5                                                     | 8e tour                                                | Xavier Dudoit                                          |
| 2018-2019                                              | National 2 - Gr. D                                     | D4                                                     | 12e/16                                                 | 37                                                     | 30                                                     | 8                                                      | 13                                                     | 9                                                      | 28                                                     | 25                                                     | +3                                                     | 6e tour                                                | Yann Lachuer                                           |
| 2019-2020                                              | National 2 - Gr. C                                     | D4                                                     | 10e/16                                                 | 25                                                     | 21                                                     | 6                                                      | 7                                                      | 8                                                      | 25                                                     | 20                                                     | +5                                                     |                                                        | Yann Lachuer                                           |
| 2020-2021                                              | National 2 - Gr. D                                     |                                                        | -                                                      | -                                                      | -                                                      | -                                                      | -                                                      | -                                                      | -                                                      | -                                                      |                                                        | 1/16 f                                                 |                                                        |

## Identité et image

### Nom et logo
À l'été 2015, le « Stade Olympique romorantinais » est renommé « Sologne Olympique Romorantin ». La modification subtile du nom du club sans changer le sigle, se veut les prémices d'une volonté d'ancrer la structure dans la ville et la région et de rendre plus lisible le rayonnement du club phare du département dans la discipline sportive la plus populaire.

Logo jusqu'en 2010
Logo de 2010 à 2015
Depuis 2015

### Historique des couleurs
Historiquement, à domicile, le SO Romorantin évolue toujours en maillot vert, short blanc et chaussettes vertes.
| Maillot à domicile traditionnel | Maillot à l'extérieur traditionnel |

## Structures du club

### Aspects juridiques et économiques

#### Statut du club et des joueurs
Le SO Romorantin est fondée en 1930 en tant que club sportif, régi par la loi sur les associations établie en 1901. Le club est affilié sous le no 338 à la Fédération française de football, gage de son âge. Il appartient de plus à la Ligue du Centre-Val de Loire de football et au district du Loir-et-Cher
À l'été 2006, le SOR étudie la faisabilité comme créer les outils pour monter en Ligue 2. L'articulation entre une SAOS pour l'équipe première et d'une association loi de 1901 pour les autres équipes est étudiée.
Les joueurs ont soit un statut de joueur amateur, soit de semi-professionnel sous contrat fédéral.

#### Éléments comptables
Pour la saison 2004-2005, le président Grelet réussit à augmenter sensiblement le budget, passant de 1,14 M€ à 1,27 M€.
Au terme de l'exercice 2005-2006, le SOR est recalé par la DNCG. Le club doit alors trouver 120 000 € pour espérer repartir en National au mois d'août suivant. « Comme plusieurs clubs de National, nous nous sommes fait gronder par la DNCG. Notre dossier a été refusé, les sanctions possibles sont un encadrement serré de la masse salariale, mais aussi une possible rétrogradation en CFA. »
À l'été 2006, le SOR étudie la faisabilité comme créer les outils pour monter en Ligue 2. Il est alors estimé une hausse nécessaire du budget de 300 000 à 400 000 €.
Pour l'exercice 2006-2007, le budget du club est de 1 250 000 € dont 160 000 € de subvention du Conseil général, l’un des plus faibles du National. Il n’a alors rien à voir avec celui des « grands clubs » comme Laval, Nîmes, Angers ou Cannes, deux à trois fois supérieur. Ce manque de moyens financiers se traduit par un effectif de 21 joueurs seulement et une gestion au plus juste des dépenses, que ce soit la masse salariale (950 000 €) ou les déplacements qui ont lieu exclusivement en autocar (100 000 €). Côté joueurs, pas de « cadors » grassement payés mais des joueurs recrutés judicieusement et dont le salaire évolue en fonction des résultats. Le club ambitionne d’évoluer en Ligue 2 : « Nous avons failli monter en 2004. Rien n’est impossible, il nous faudrait pour cela disposer d’un budget un peu plus conséquent, de l’ordre de 1,8 à 1,9 million d’euros. Notre stade (...) est homologué. Il ne manque plus que la vidéosurveillance », détaille le président Jean-Claude Guémon en mars 2007. Pour cela, le Président dit compter développer le sponsoring avec l’aide du club d’entreprises créé cette même année mais aussi passer des accords avec des clubs professionnels pour le prêt de joueurs.
Lors de la saison 2010-2011, son budget est de 950 000 €.
En 2015, malgré un soutien renouvelé, la mairie de Romorantin diminue l'aide à son club phare de l'ordre de 20 000 € pour la faire redescendre à 258 000 €. Si, l'exercice 2014-2015 est conclu sur un budget de 900 000 €, il n'est que de 750 000 € la saison suivante.
En 2017-2018, le budget prévisionnel s'élève à 700 000 €.
| Saison   | 2003-2004 | 2004-2005 | 2005-2006 | 2006-2007 | 2007-2008 | 2008-2009        | 2009-2010        | 2010-2011        | 2011-2012        | 2012-2013        | 2013-2014        | 2014-2015        | 2015-2016        | 2016-2017        | 2017-2018        |
| -------- | --------- | --------- | --------- | --------- | --------- | ---------------- | ---------------- | ---------------- | ---------------- | ---------------- | ---------------- | ---------------- | ---------------- | ---------------- | ---------------- |
| Division | National  | National  | National  | National  | National  | CFA / National 2 | CFA / National 2 | CFA / National 2 | CFA / National 2 | CFA / National 2 | CFA / National 2 | CFA / National 2 | CFA / National 2 | CFA / National 2 | CFA / National 2 |
| Budget   | 1 140     | 1 270     | 1 250     |           |           |                  |                  | 950              |                  |                  |                  | 900              | 750              |                  | 700              |

### Stade Jules-Ladoumègue
Le stade Jules Ladoumègue est constitué de deux tribunes latérales : la tribune honneur qui ne couvre pas la longueur totale du terrain et la nouvelle tribune couverte. Il contient 6 200 places dont 2 600 assises et couvertes. Le stade est « mis à disposition » gratuitement par la municipalité.
En 2009, un peu plus de 3 700 spectateurs viennent assister au 16e de finale de la Coupe de France 2008-2009 face à Sedan.
En plus des rencontres du SOR, le stade Jules-Ladoumègue accueille à plusieurs reprises des rencontres internationales des équipes de France jeunes.

## Personnalités du club

### Dirigeants
Jeanny Lorgeoux est un ancien joueur du club avant d'en devenir président. Il devient maire de Romorantin-Lanthenay en 1985 et est président d'honneur du SOR. Après lui, en juin 1996, Raymond Fassot devient président du SOR. Michel Cheminot est lui aussi joueur avant d’occuper le fauteuil de président de 1999 à 2002. Il est ensuite vice-président avant de reprendre la présidence en 2011.
En poste depuis 2002, Guy Grelet démissionne de son poste de président du SOR janvier 2005 et est remplacé par Jean-Claude Guémon. En 2009, Michel Rebrioux prend la suite pendant deux années. En 2011, Jean-Pierre Perraguin et Michel Cheminot, deviennent co-président.
Un poste de directeur sportif existe depuis 2005, il est occupé par Julien Converso. Joueur formé à Grenoble et ayant évolué en D2 avec Louhans-Cuiseaux, Converso est forcé de mettre un terme à sa carrière à 28 ans à la suite d'une thrombose des artères de la jambe droite. « J'étais un peu dans le flou à l'époque, dit-il en 2015. Jean-Claude Guémon m'a alors proposé ce poste. » Son rôle est entre le sportif et l'administratif. Il a pour mission le recrutement des joueurs, le suivi des blessés, la logistique, le partenariat, le marketing, la promotion de l'image du club ou encore la bonne coordination des relations entre les équipes seniors.
| Rang | Nom       | Période |
| ---- | --------- | ------- |
| 1    | Stenuit   |         |
| 2    | Herbault  |         |
| 3    | Bailey J. |         |
| 4    | Bailey P. |         |
| 5    | Dumez     |         |
| 6    | Debriez   |         |

| Rang | Nom             | Période    |
| ---- | --------------- | ---------- |
| 7    | Gruet           |            |
| 8    | Richard         |            |
| 9    | Deboistel       |            |
| 10   | Barboux         |            |
| 11   | Roche           |            |
| 12   | Jeanny Lorgeoux | ... - 1996 |

| Rang | Nom                           | Période     |
| ---- | ----------------------------- | ----------- |
| 13   | Raymond Fassot                | 1996 - 1999 |
| 14   | Michel Cheminot               | 1999 - 2002 |
| 15   | Guy Grelet                    | 2002 - 2005 |
| 16   | Jean-Claude Guémon            | 2005 - 2009 |
| 17   | Michel Rebrioux               | 2009 - 2011 |
| 18   | J-P. Perraguin et M. Cheminot | depuis 2011 |

### Entraîneurs
Le premier entraîneur connu du SOR est Jean Bonato. Il marque l'histoire du club comme joueur puis entraîneur. Avant de venir en Sologne, il connaît une carrière de joueur professionnel à Nancy. International militaire et amateur, ses coéquipiers de l'époque se nomment Raymond Kopa et Michel Hidalgo. Il joue ensuite à Besançon puis Béziers. Ce natif des Vosges est nommé moniteur d'EPS à la ville de Romorantin-Lanthenay en 1969. Cette même année, il prend en charge l'équipe première jusqu'en 1973 puis de 1985 à 1988. Ce passionné du beau jeu initie la montée en puissance du SOR.
Formé à l'INF Vichy, Pascal Lafleuriel succède à Jean Bonato en 1987 à la tête de l'équipe. Joueur à Bourges, une grave blessure brise sa carrière de joueur. Il fait sortir le SO Romorantin du giron régional en 1991. Il est passe ensuite par Blois, Vierzon et Salbris après avoir quitté le club romorantinais au milieu des années 1990. Par la suite, « Lafleur » comme on le surnomme à Romo, intègre la Ligue du Centre-Val de Loire de football en tant que conseiller technique régional (CTR). Lorsqu'on lui propose de se rapprocher de la direction technique nationale, il devient entraîneur adjoint de l'équipe de France des moins de 20 ans, championne du monde en 2013. Juste avant la compétition, Lafleuriel permet au SOR d'obtenir la tenue d'un match amical chez lui. Pascal, fidèle adjoint de Pierre Mankowski le sélectionneur, suit ce dernier auprès de l'équipe de France espoirs. L'expérience tourne court à la suite de la non-qualification des Bleuets au championnat d'Europe 2015. Tout de suite après, il est nommé directeur technique national du football en Côte d'Ivoire.
En 1993, Christian Felci prend en main l'équipe. Joueur au Angers SCO durant la majeure partie de sa carrière, il fait monter le club à deux reprises en quatrième division. Après une saison mitigée en National 3, il fait venir le gardien historique du club en:Romuald Ardeois. Pour la saison 1994-1995, le SOR est vainqueur de son groupe de N3 et monte en N2. Ne pouvant se maintenir, Felci et ses joueurs sont à nouveau promus en 1997. Dans le nouveau CFA, il maintient le club à deux reprises avant de partir.
Vincent Dufour arrive et passe six saisons au SO Romorantin, dont cinq à la tête de l'équipe fanion (1999-2004). Après trois saisons, il fait monter le club en National (D3) pour la première fois de l'histoire du club. Après un début de saison difficile, l'équipe se sort d'un bien mauvais pas, comptant jusqu'à huit points de retard sur le premier non-relégable de ce championnat National. Le groupe réalise une fin d'exercice presque parfaite avec huit victoires, sept nuls pour une défaite lors des seize dernières journées. Dufour met en place une formation jouant bien au ballon. Après une saison 2003-2004 remarquable terminée à la quatrième place, Dufour quitte son poste pour entraîneur les Chamois niortais en Ligue 2.
Joël Beaujouan est l'éphémère entraîneur du SO Romorantin, de juin 2004 à février 2005. Le club veut pourtant travailler sur la durée, avec trois ans de contrat pour continuer à construire ce club. Il est écarté du club solognot alors que l'équipe est en position de relégable en National, mais reste néanmoins celui qui le mène pour la première fois en 16e de finale de la Coupe de France. Beaujouan est remplacé par en:Ludovic Lidon, qui s'occupe jusque-là de l'école de football.
Lidon emmène à nouveau l'équipe en 16e de finale de Coupe de France en 2006-2007, alors que l'équipe est invaincus depuis début octobre (dix victoires, un nul). En décembre 2007, l'ancien défenseur du club est démis de ses fonctions d’entraîneur alors que le club est seizième du National après 18 journées}. Jean-Marc Pilorget est nommé mais ne peut empêcher la descente de l'équipe. Il déclare : « J'ai eu à ma disposition un effectif très restreint, moyen sur le plan de la qualité et puis les blessures se sont accumulées. On s'est accroché jusqu'au bout mais avec des moyens limités, c'était trop difficile ». Jean Acédo dirige l'équipe lors des deux premières saisons en CFA. Il ne réussit pas à faire remonter l'équipe et son contrat n'est pas prolongé en 2010.

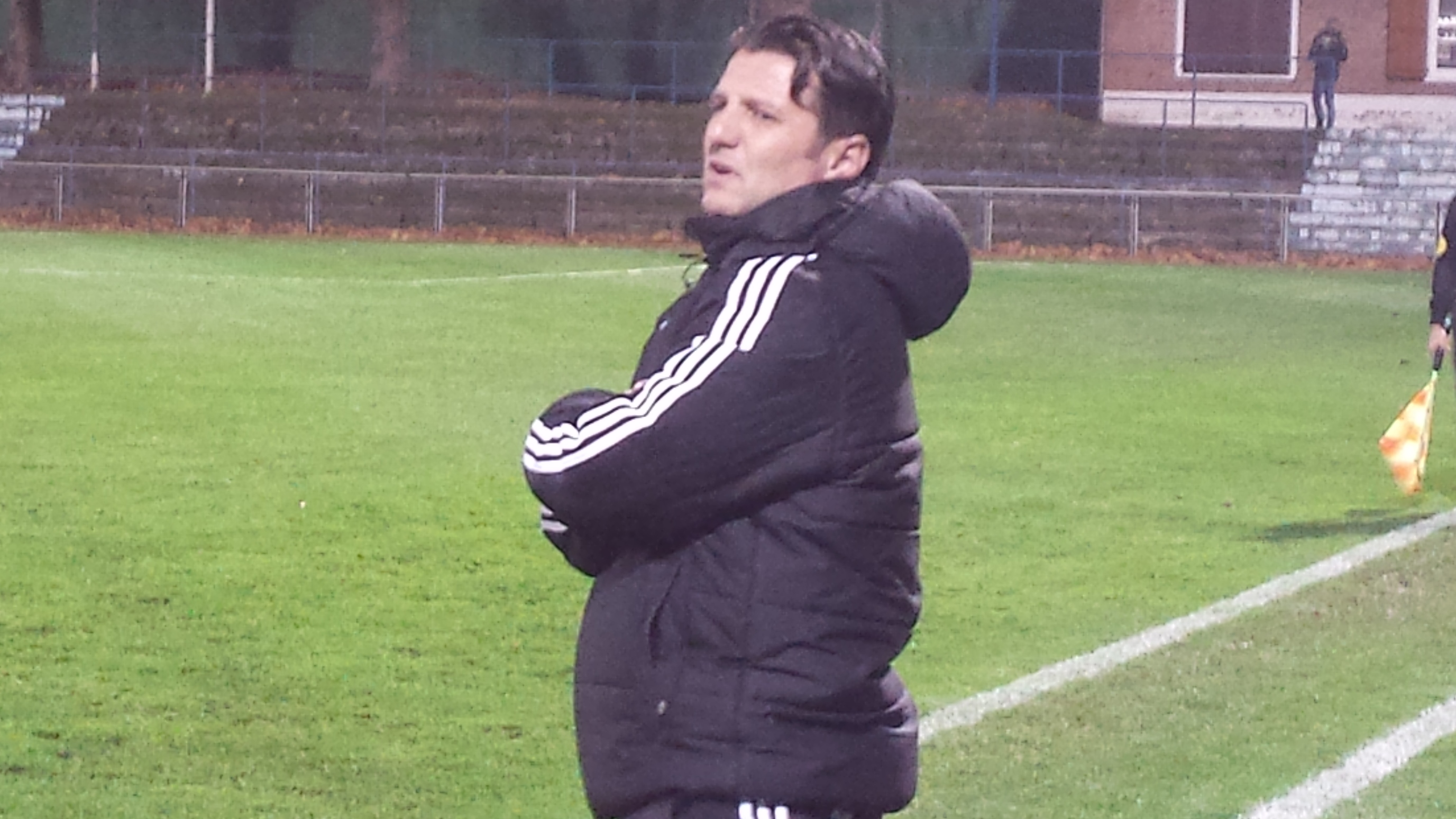
Duboit en novembre 2014.

Alors qu'il doit raccrocher les crampons et partir entraîner les U17 du FC Lorient, les dirigeants proposent à Xavier Dudoit, joueur au SOR depuis 2003, de prendre le relais auprès du groupe CFA. En mai 2014, au terme d'une saison difficile où Romorantin obtient son maintien et à un an du terme de son contrat, le club propose à Dudoit que ses fonctions soient élargies avec la responsabilité de l'ensemble des éducateurs du club. En 2017, il prolonge de deux nouvelles saisons. La première partie de saison 2018-2019 est ratée pour le SOR de Xavier Dudoit, dernier avec une première victoire face au Stade bordelais seulement début décembre. Dudoit décide d'arrêter et est remplacé par Yann Lachuer.
Depuis 2005, après deux ans sous Lafleuriel, Pascal Louis est entraîneur adjoint de l'équipe fanion. Entraîneur principal à Mont-Bracieux et à Selles-sur-Cher dans les années quatre-vingt-dix, il assure l'intérim entre Lidon et Pilorget en décembre 2007 avec Frédéric Baudouin, réalisant l’exploit de battre Libourne-Saint-Seurin (L2) en huitième tour de la Coupe de France (1-0). Il annonce : « Je n'ai jamais eu la volonté d'endosser la responsabilité du n°1 au SOR. Être dans l'ombre, je l'accepte, ça me convient parfaitement ». Adjoint pour la cinquième fois avec Xavier Dudoit, Pascal Louis est employé municipal à la ville de Romorantin.
Yann Lachuer, né dans la région et ancien joueur d'Auxerre et du PSG arrive fin 2018. Lors de ses premiers matchs au sein du club, le SOR de Yann Lachuer ne perd pas et est même la meilleure équipe de la deuxième partie de saison 2018-2019.
| Période     | Nom         |
| ----------- | ----------- |
| n.c.        | Bazelaire   |
| n.c.        | Provost     |
| n.c.        | Arribas     |
| n.c.        | Prisbych    |
| n.c.        | Deniau      |
| 1969 à 1973 | Jean Bonato |
| n.c.        | Kutniak     |

| Période     | Nom               |
| ----------- | ----------------- |
| n.c.        | Habault           |
| n.c.        | Doyon             |
| n.c.        | Kilber            |
| 1985 à 1988 | Jean Bonato       |
| 1988 à 1993 | Pascal Lafleuriel |
| 1993 à 1999 | Christian Felci   |
| 1999 à 2004 | Vincent Dufour    |

| Période               | Nom                |
| --------------------- | ------------------ |
| 2004 - fév. 2005      | Joël Beaujouan     |
| fév. 2005 à déc. 2007 | en:Ludovic Lidon   |
| déc. 2007 - 2008      | Jean-Marc Pilorget |
| 2008 à 2010           | Jean Acédo         |
| 2010 à 2018           | Xavier Dudoit      |
| 2018 à 2022           | Yann Lachuer       |
| mars 2022 - ...       | Michael Villatte   |

### Joueurs emblématiques
Le gardien en:Romuald Ardeois débarque au SOR en 1994 en provenance de son club formateur, le Angers SCO. Il garde les cages solognotes pendant plus de 500 matches officiels en dix-sept saisons. Pièce maîtresse du SOR pendant dix-sept ans, il participe aux deux montées en National 2 (D4) en 1995 et 1997 puis à celle en National (D3) en 2002 où il aide à maintenir le club pendant six saisons avant de raccrocher les gants en 2011, redescendu en CFA (D4). Déjà éducateur auprès des U17 du club, il passe ses diplômes d'entraîneur et dirige l'équipe réserve en 2013-2014 avant de quitter le club,.
En 1991, en:Ludovic Lidon arrive au SO Romorantin alors que le club s'apprête à disputer sa première saison au niveau national. Né à Tours et formé chez les Chamois niortais, Lidon vient dans un club non loin des précédents à vingt ans. Défenseur central, il joue toute sa carrière au SOR jusqu'en 2005 après être monté en National (D3). Il enchaîne comme entraîneur du SOR durant deux saisons et demie (2005-2007), toujours en National.
L'international guadeloupéen, Philippe Durpes arrive à Romorantin en 2003, pendant le passage en National (D3). Formé au RC Lens, Philippe Durpès remporte la Coupe Gambardella 1991-1992 et apparaît à cinq reprises chez les professionnels entre 1995 et 1998. Il aide le club à se maintenir jusqu'en 2008. Resté fidèle malgré la relégation, il devient capitaine de l'équipe avec qui il dispute plus de 200 rencontres jusqu'en 2011. Ne trouvant pas de club, il se reconvertit comme masseur.
| Période     | Nom             |
| ----------- | --------------- |
| ... - 2011  | Philippe Durpes |
| 2011 - 2012 | Lamine M’Baye   |
| 2012        | Julien Girard   |
| 2012 - 2014 | Oscar Olou      |
| 2014 - 2016 | Giany Joinville |
| 2016 - ?    | Yoann Djidonou  |

En 2008, en:Julien Girard arrive à la pointe de l'attaque solognote en National (D3). En huit saisons au SO Romorantin et avoir suivi l'équipe en CFA, il inscrit 69 buts, faisant de lui le meilleur buteur de l'histoire du club. Capitaine éphémère en 2012, les responsables jugent son rendement inférieur par le fait qu'il porte le brassard, qui passe à Oscar Olou. Il quitte le club en 2016 pour raison personnelle. Le milieu de terrain Xavier Dudoit arrive à Romorantin en 2003. Il y joue 180 matchs de 2003 à 2010. Avec son équipe, il élimine le Stade rennais, son club formateur, au stade de la route de Lorient en 32e de finale de la Coupe de France 2006-2007. Il inscrit le penalty permettant au SOR de reprendre l'avantage dans la prolongation (3-1 ap). Au terme de sa carrière et titulaire du DEF, Dudoit compte prendre la gestion des U17 du FC Lorient. C'est finalement l'équipe première du SOR à la suite du départ de Jean Acédo,.

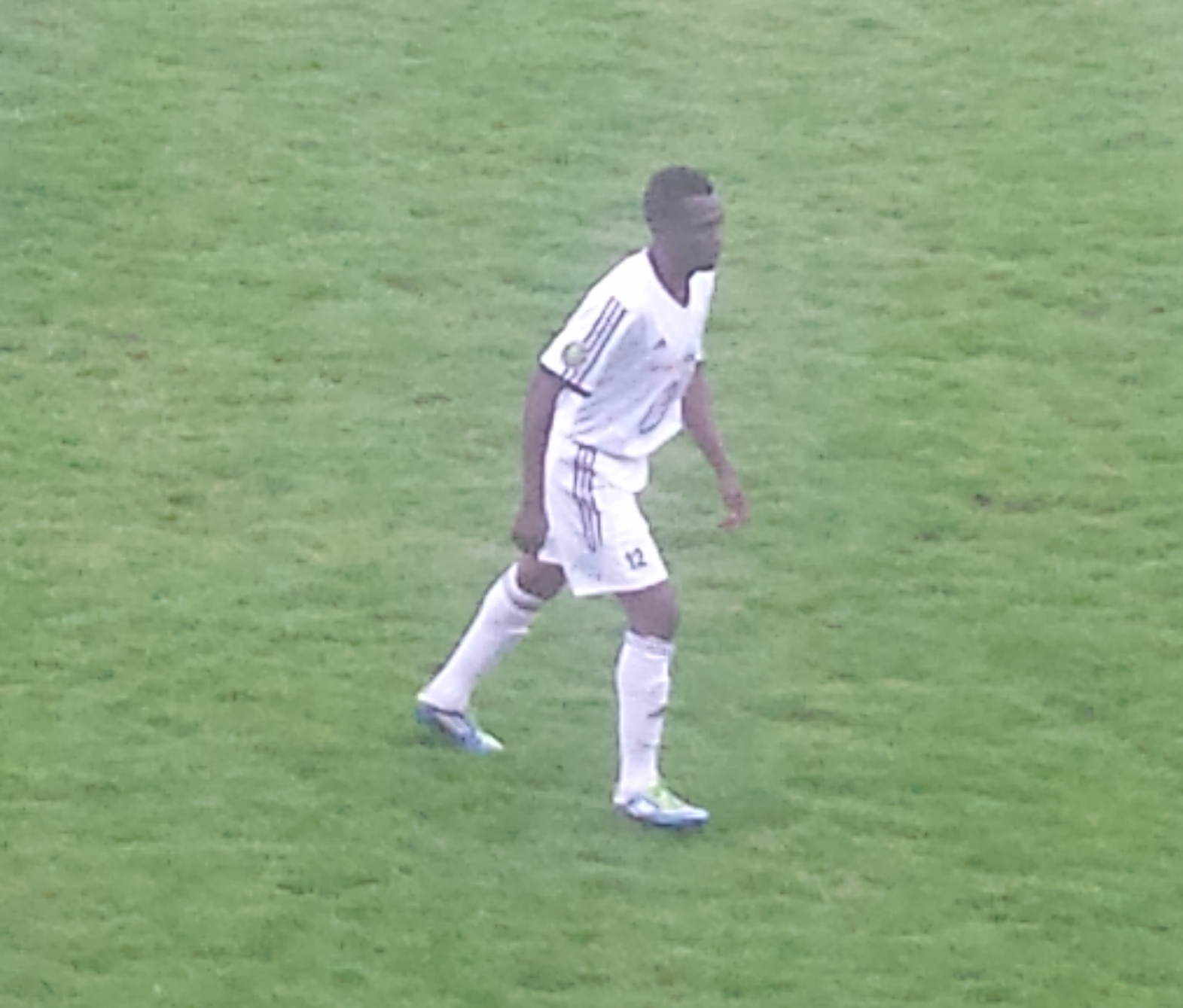
Oscar Olou en avril 2015.

Parmi les autres joueurs les plus capés du SOR, le Béninois Oscar Olou enchaîne les rencontres avec le SOR dès son arrivée en 2009. International avant son arrivée, il continue d'être appelé en équipe nationale une fois en Sologne. Fin 2012, il devient capitaine de l'équipe à 25 ans. L'international guyanais Gilles Fabien ne reste que trois saisons au club (2004-2007) mais trouve le temps de marquer à 40 reprises en National (D3). Lors de son arrivée en 2004-2005, il inscrit 12 buts puis 9 la seconde saison. Pour son troisième et dernier exercice avec le SOR, il réalise sa saison la plus prolifique de sa carrière avec 19 réalisations. Le Normand Mathieu Duhamel arrive ensuite pour prendre la tête de l'attaque. Avec onze buts pour sa seule saison, il ne peut empêcher le club d'être relégué en CFA (D4). Au club depuis 2014, en:Rémi Souyeux gravit une à une les places au classement des meilleurs buteurs du SOR, dont il occupe la seconde place.
Outre Duprès et Olou, Romorantin voit passer plusieurs internationaux sous ses couleurs : les Malgaches Zozimar et Ramiadamanana, l'espoir français Ravaux, les Guadeloupéens Capoue et Collet ou encore les Martiniquais Reuperné et Linord. Chacun reste seulement une à deux saisons, ne s'étant pas adapté au SOR ou ayant réussi à se faire remarquer par un club plus huppé. En 2013, le gardien du Bénin Yoann Djidonou arrive en Sologne. En 2016, il devient capitaine.
(voir aussi Catégorie:Joueur du SO Romorantin)

## Le SOR dans la culture populaire

### Rivalités locales
| SOR US Joué FCLSC Châteauroux Tours FC FC Bourges Blois Foot 41 St-Pryvé St-Hilaire AS Salbris US Mer |

Localisation des rivaux du SO Romorantin
À l'échelle de la ville de Romorantin, le SOR connaît peut d'adversaire. Le Saint-Roch City Romorantin est fondé en 1975 à l’initiative des jeunes du quartier du faubourg Saint-Roch (ex-quartier Matra). Le SOR et le SRCO ne joue jamais dans les mêmes divisions. De même avec l'US Romorantin Franco Turque.
Dans les années 1960-1970, les rencontres face à l'AAJ Blois et l'US Vendôme sont minutieusement préparées, étant les deux meilleures équipes du département. Cependant, le SOR ne jouant pas les premiers rôles en régionale avec ces clubs, les équipes seniors ne se croisent qu'exceptionnellement. Lors de l'année du titre de DH Centre en 1991, le SOR affronte plusieurs équipes du Loir-et-Cher : US Mer, AS Salbris et Vendôme. Monté en Division 4, il retrouve le club phare du 41, l'AAJB, jusqu'à sa relégation en 1995.
Au fil des années en divisions nationales, le SO Romorantin croise différents clubs de la Ligue du Centre-Val de Loire. Dans les années 1990, en National 2 et N3, les Solognots affrontent surtout l'US Joué-lès-Tours et le FCLSC Châteauroux. En CFA, le SOR croise Joué-lès-Tours la première année puis le FC Bourges et le Tours FC, avant de monter en National. En troisième division, les Verts ne croisent que le TFC comme équipe régionale. Retombé dans l'élite amateur national depuis 2008, les Romorantinais affrontent depuis les années 2010 le St-Pryvé-St-Hilaire FC et le Blois Foot 41.

### Supporters
Les « Tonics » supportent les clubs et organisent les déplacements pour les matchs à l'extérieur ainsi que de nombreuses animations autour du club.
En novembre 2009, le club des supporters « Les Tonic's » en collaboration avec le SO Romorantin présente la mascotte « Tonix ». Ce jeune renard débarqué dans la capitale solognote a pour but d'accompagner les joueurs et les supporters les soirs de match au stade Jules-Ladoumègue.

### Affluences
Les premières affluences moyennes connues sont celles des années passées en troisième division. Elles montrent qu'un bon millier de personnes se rendent au stade Jules-Landoumègue pour y voir évoluer les Verts en National. Une fois redescendu en CFA, les données sont rares mais montrent une forte baisse pour une nouvelle moyenne située autour de 500 supporters à chaque match.